# COM (硬件接口)
COM (通信端口)是最早的但仍极为常用的PC兼容机串口，不仅指物理端口，也指虚拟端口，如蓝牙或USB创建的串口。

## 历史
1980年代与1990年代，大部分兼容PC机有一或两个COM口。2014年后，大部分PC机不再有COM口。有些厂商提供USB到串口的转换卡。

## I/O 地址
典型地址为：
- COM1: I/O port 0x3F8, IRQ 4
- COM2: I/O port 0x2F8, IRQ 3
- COM3: I/O port 0x3E8, IRQ 4
- COM4: I/O port 0x2E8, IRQ 3